# جواد کریمی
جواد کریمی سوچلمایی (زادهٔ ۱۰ اسفند ۱۳۷۶ - نکا) بازیکن والیبال اهل ایران است. وی هم‌اکنون عضو باشگاه والیبال ایفاسرام اردکان و کاپیتان تیم ملی والیبال مردان ایران  است. پست او پاسور است و در مسابقات قهرمانی آسیا ۲۰۲۱ عنوان بهترین پاسور را کسب نمود.
در سال ۱۳۹۹ با خانم غزاله حسین زاده ازدواج کرد و در دی ماه سال ۱۴۰۳ صاحب ۱ فرزند دختر شد که اسمش را کایرا گذاشتند